# Фінал кубка Італії з футболу 1978
Фінал Кубка Італії з футболу 1978 — фінальний матч розіграшу Кубка Італії сезону 1977—1978, в якому зустрічались «Інтернаціонале» і «Наполі». Матч відбувся 8 червня 1978 року на «Стадіо Олімпіко» в Римі.

## Шлях до фіналу
| Інтернаціонале | Інтернаціонале | Раунд                            | Наполі     | Наполі        |
| -------------- | -------------- | -------------------------------- | ---------- | ------------- |
| Суперник       | Результат      | Кубок Італії з футболу 1977—1978 | Суперник   | Результат     |
| Комо           | 2–0 на виїзді  | Перший груповий раунд            | Катандзаро | 2–0 вдома     |
| Асколі         | 0–0 вдома      | Перший груповий раунд            | Палермо    | 3–2 на виїзді |
| Аталанта       | 3–1 вдома      | Перший груповий раунд            | Віченца    | 2–1 на виїзді |
| Кремонезе      | 2–0 на виїзді  | Перший груповий раунд            | Авелліно   | 4–0 вдома     |
| Монца          | 2–0 на виїзді  | Другий груповий раунд            | Ювентус    | 5–0 вдома     |
| Фіорентіна     | 2–2 вдома      | Другий груповий раунд            | Таранто    | 3–0 вдома     |
| Торіно         | 1–0 вдома      | Другий груповий раунд            | Мілан      | 1–1 на виїзді |
| Фіорентіна     | 0–0 на виїзді  | Другий груповий раунд            | Ювентус    | 0–1 на виїзді |
| Монца          | 3–0 вдома      | Другий груповий раунд            | Мілан      | 1–0 вдома     |
| Торіно         | 0–0 на виїзді  | Другий груповий раунд            | Таранто    | 0–0 на виїзді |

## Фінал
| 8 червня 1978 |

| «Інтернаціонале»        | 2:1 | «Наполі»    |
| ----------------------- | --- | ----------- |
| Альтобеллі 18' Біні 87' |     | Рестеллі 6' |

| «Стадіо Олімпіко», Рим Арбітр: Джіно Менікуччі |

|                     |  |                       |  |     |
|                     |  |                       |  |     |
| В                   |  | Ренато Чиполліні      |  |     |
| З                   |  | Наццарено Кануті      |  |     |
| З                   |  | Адріано Феделе        |  | 59' |
| З                   |  | Анджоліно Гаспаріні   |  |     |
| З                   |  | Граціано Біні         |  |     |
| ПЗ                  |  | Джузеппе Барезі       |  |     |
| ПЗ                  |  | Алессандро Сканціані  |  |     |
| ПЗ                  |  | Габріеле Оріалі       |  |     |
| ПЗ                  |  | Джамп'єро Марині      |  |     |
| ПЗ                  |  | Карло Мураро          |  | 89' |
| Н                   |  | Алессандро Альтобеллі |  |     |
| Запасні:            |  |                       |  |     |
| ПЗ                  |  | Одоакре К'єріко       |  | 58' |
| Н                   |  | П'єтро Анастазі       |  | 89' |
| Головний тренер:    |  |                       |  |     |
| Еудженіо Берселліні |  |                       |  |     |

|                  |  |                      |  |     |
|                  |  |                      |  |     |
| В                |  | Массімо Маттоліні    |  |     |
| З                |  | Джузеппе Брусколотті |  |     |
| З                |  | Антоніо Ла Пальма    |  |     |
| З                |  | Морено Ферраріо      |  |     |
| З                |  | Франческо Станціоне  |  |     |
| ПЗ               |  | Мауріціо Рестеллі    |  |     |
| ПЗ               |  | Клаудіо Вінаццані    |  |     |
| ПЗ               |  | Антоніо Юліано       |  |     |
| ПЗ               |  | Пеллегріно Валенте   |  | 62' |
| Н                |  | Джузеппе Савольді    |  |     |
| Н                |  | Лучано К'яруджі      |  |     |
| Запасні:         |  |                      |  |     |
| ПЗ               |  | Енцо Мочеллін        |  | 62' |
| Головний тренер: |  |                      |  |     |
| Джанні Ді Марціо |  |                      |  |     |